# Bonito (album Jarabe de Palo)
Bonito – czwarty album muzyczny zespołu Jarabe de Palo, nagrywany między październikiem 2002 roku a styczniem 2003 roku w studiach nagraniowych w Figueres i Formentera del Segura, wydany 1 kwietnia 2003 roku przez WEA Latina / WEA International.

## Lista utworów
Źródło:
| Nr  | Tytuł utworu               | Długość |
| --- | -------------------------- | ------- |
| 1.  | „Intro”                    | 0:35    |
| 2.  | „Yin Yang”                 | 3:12    |
| 3.  | „Bonito”                   | 4:13    |
| 4.  | „Aún no me toca”           | 3:12    |
| 5.  | „No sé estar enamorado”    | 4:21    |
| 6.  | „Mira como viene”          | 4:47    |
| 7.  | „Cambia la piel”           | 6:50    |
| 8.  | „Bailar”                   | 3:15    |
| 9.  | „En conexión”              | 3:39    |
| 10. | „Las cruces de Tijuana”    | 3:49    |
| 11. | „Como peces en el agua”    | 3:55    |
| 12. | „Palabras que se esconden” | 2:46    |
| 13. | „Camino”                   | 3:30    |
| 14. | „Emociones”                | 3:32    |
| 15. | „Corazón”                  | 6:32    |
|     |                            | 58:08   |